# Crepidomanes latealatum
Crepidomanes latealatum är en hinnbräkenväxtart som först beskrevs av V. d. Bosch, och fick sitt nu gällande namn av Edwin Bingham Copeland. Crepidomanes latealatum ingår i släktet Crepidomanes och familjen Hymenophyllaceae. Inga underarter finns listade.